# Escuts i banderes de la Serrania
Els escuts i banderes de la Serrania són els símbols representatius dels municipis i entitats de població que integren la comarca valenciana dels Serrans. En este article s'inclouen els símbols locals de la comarca aprovats, modificats o rehabilitats per la Generalitat Valenciana o per l'Estat abans de la transferència de competències, així com els que són usats pels respectius ajuntaments tot i no ser oficials.

## Escuts oficials

Escut de les Alcubles Rehabilitat el 9 de febrer de 2006.
Escut d'Alpont Rehabilitat el 22 de desembre de 2009.
Escut d'Andilla Aprovat el 13 de març de 2000.
Escut de Benaixeve Aprovat el 27 de juny de 2002.
Escut de Bugarra Aprovat el 10 de gener de 1995.
Escut de Domenyo Aprovat el 24 de juny de 1994.
Escut de Figueroles de Domenyo Aprovat el 24 de març de 2000.
Escut de la Llosa del Bisbe Aprovat el 5 de febrer de 2003.
Escut de Pedralba Aprovat el 12 de juny de 1997.
Escut de Sot de Xera Aprovat el 3 d'abril de 1986.
Escut de Toixa[a] Aprovat el 1r de març de 1962.
Escut del Villar Aprovat el 20 de juny de 2006.
Escut de Xelva Rehabilitat el 15 de desembre de 2004.
Escut de Xulilla Rehabilitat el 20 de febrer de 2006.

Notes
1. ↑  L'Ajuntament de Toixa utilitza un escut diferent a l'oficial. Vegeu l'article sobre l'escut de Toixa.

## Escuts sense oficialitzar

Escut d'Aras de los Olmos
Escut de Calles[a]
Escut de la Iessa
Escut de Titaigües
Escut de Xestalgar

Notes
1. ↑  Calles compta amb escut oficial des de 1967, però mai ha estat utilitzat pel seu ajuntament.

## Banderes oficials

Bandera de Benaixeve Aprovada el 5 de febrer de 2004.
Bandera de Bugarra Aprovada el 6 d'agost de 1996.
Bandera de Xulilla Aprovada el 1r d'abril de 2019.